# Division de Nagpur

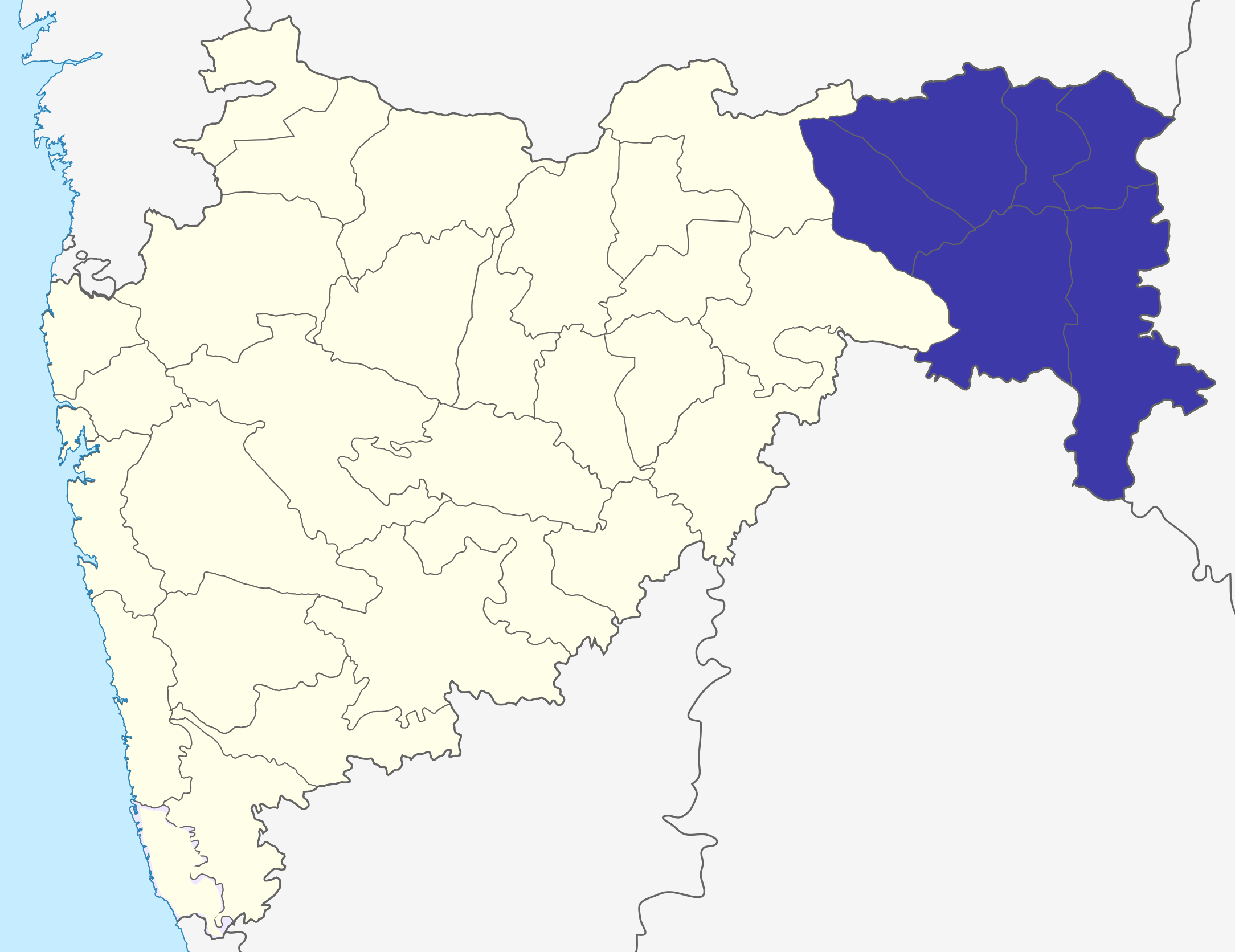
La division de Nagpur dans le Maharashtra

La Division de Nagpur (en Marathi नागपूर विभाग) est l'une des  divisions administratives de l'État indien du Maharashtra.

## Description
Elle est constituée des districts suivants:
| District               | Centre administratif | Superficie (km²) | Habitants (2001) | Densité (h/km²) |
| ---------------------- | -------------------- | ---------------- | ---------------- | --------------- |
| District de Bhandara   | Bhandara             | 3 890            | 1 135 835        | 292             |
| District de Chandrapur | Chandrapur           | 10 690           | 2 071 101        | 155             |
| District de Gadchiroli | Gadchiroli           | 14 412           | 970 294          | 67              |
| District de Gondiya    | Gondia               | 4 843            | 1 200 151        | 247             |
| District de Nagpur     | Nagpur               | 9 897            | 4 051 444        | 409             |
| District de Wardha     | Wardha               | 6 310            | 1 236 736        | 196             |